# Little Demon
«Little Demon» es una canción del cantante puertorriqueño Anuel AA, publicada el 26 de junio de 2025. Fue lanzada como sencillo de su quinto álbum estudio en solitario Real Hasta la Muerte 2.

## Antecedentes
El sencillo se anunció mediante la revelación del número de canciones que contendrá Real hasta la muerte 2. En ese tracklist oculto, la cuarta y única canción que contenía un nombre era "Little Demon".
La publicación venía con una galería de imágenes y un vídeo con un adelanto de lo que sería esta canción, algo que generó mucha expectativa entre su público.

## Vídeo musical
La canción "Little Demon" cuenta con un video musical lanzado a la vez con el resto de plataformas digitales dirigido por Space 305.
Semanas después, el 12 de julio, Anuel AA lanzó un video alternativo de está canción titulada como "La Última Cena" y fue dirigido por Jon Primo